# Латаси, Камута
Сэр Камута Латаси (род. в 1936), в 2006—2010 и 2010—2014 спикер парламента Тувалу, в 1993—1996 — премьер-министр Тувалу. Его жена также была депутатом парламента до своей кончины в 2012. Землевладелец, на политической сцене долгие годы. Занимает республиканскую позицию, хотя в принципе в Тувалу нет чёткой партийной линии у политиков. При этом в 2010 в течение месяца Латаси исполнял обязанности генерал-губернатора страны, хотя и не был назначен на этот пост.
В период премьерства Латаси поднял вопрос о изменении государственного флага Тувалу и уменьшении Юнион Джека в размерах. Латаси по собственному усмотрению заменил флаг на новый, без британского крыжа, что послужило сигналом дистанцирования от колониального периода. Впрочем, этот флаг был недолговечен, так как преемник Латаси Бикенибеу Паэниу восстановил прежний вариант флага.